# Ragnars saga Loðbrókar
Regnar Lodbrogs saga (oldnordisk: Ragnars saga loðbrókar) er en nordisk fornaldersaga fra ca. 1300 som skildrer den danske konge og helt Regnar Lodbrogs liv og død.
Sagaen skildrer Regnars vikingtogter, ægteskab med først Tora Borgarhjort og derefter med Åslaug Sigurdsdatter og hans sønner med dem, videre hans hærgen og død i England, og hvordan sønnerne Ivar Benløs, Bjørn Jernside, Halfdan Ragnarsson og Sigurd Orm-i-Øje hævner ham efter hans død i ormegården hos kong Ella/Ælla af Northumbria i England.
Selv om Regnar har givet sit navn til sagaen, er det i lige stor grad hans anden kone Åslaug (ifølge Vølsunga sagaen datter af den mytiske Sigurd Fafnersbane og med tilnavnet Kraka) som giver sagaen liv. Hun er blevet beskrevet som en særegnet personlighed, i langt højere grad end Regnar selv, og som den som much more than her husband can be called the chief caracter of the saga. Åslaug er både den forældreløse Askepot-karakter, den selvbevidste hustru og den hævnlystne valkyrien Randalín.
Teksten kendes kun fra ét middelaldermanuskript, NKS 1824 b 4° (1824b) fra ca. år 1400, hvor sagaen er skrevet lige efter Vølsungesagaen. Det er Sigurds datter, og Regnars kone, Åslaug som er forbindelsen mellem de to sagaer. Andre tekster om Regnar Lodbrog er Þáttr af Ragnars sonum, som kendes fra Hauksbók, og Krákumál et kvad fra 1100-tallet som foregiver at være Regnars dødssang. Sandsynligvis har det eksisteret en ældre Ragnars saga fra omkring 1250 – som det vises til i þáttr af Ragnarssonum, og denne foreliggende saga er skrevet af efter denne. Det er mulig at den ældre, tabte saga var mere indholdsrig end den bevarede. Den bevarede saga har et vist præg af at være "sammensurium fra diverse kanter og knyttet løst sammen", med flere episoder som kan genfindes i flere middelalderske ridderromaner.
Sagaen er oversat til nynorsk i 1914, og udgivet sammen med Krákumál.
Der findes nogle få danske oversættelser.
En dansk gendigtning af Jørgen Stegelmann udkom i 1979 med illustrationer af Ingahild Grathmer.